# 태풍의 그라운드
태풍의 그라운드(일본어: ゴールFH, ゴールフィールドハンター, 영어: Goal Field Hunter94, 골-필드헌터94, 골FH)는 일본의 만화 작품이자 TV 애니메이션이다. J리그의 축구팀 시미즈 에스펄스의 2군 팀에 속한 젊은 선수들을 그리고 있다. TV 애니메이션의 경우 1994년 4월 4일 일본의 NHK 위성방송인 BS-2에서 처음 방영되었다. 이후 대한민국에서는 1994년 11월 SBS를 통해 방영을 시작했다.
만화의 경우 따끈따끈 베이커리 등의 작품을 그린 하시구치 다카시가 맡았으며 쇼가쿠칸지에 1994년 4월호부터 1995년 3월호까지 연재되었다.

## TV 애니메이션
| 스토리 | 방송 날짜      | 자막                            | 스토리 보드       | 감독              | 애니메이션 디렉터   |
| 1      | 1994년 4월 4일 | 꿈을 성공하는 사람들에게        | 사야야마 타로     | 사야야마 타로     | 가나야마 묘히로     |
| 2      | 4월 11일       | 문을 걷어차.                    | 야자와 노리오     | 쿠니토시 오카지마 | 시오사카 히데오     |
| 3      | 4월 18일       | 공이 서로 우정을 쌓아온 우정    | 요코타 가즈       | 요시다 겐지로     | 스즈키 S. 스즈키    |
| 4      | 4월 25일       | 서 있는 아버지                  | 쿠니토시 오카지마 | 쿠니토시 오카지마 | 수다 마사미         |
| 5      | 5월 2일        | 미드필더(미드필더) 오산         | 와타나베 신이치   | 사야야마 타로     | 가나야마 묘히로     |
| 6      | 5월 9일        | 오직 한 명의 이해사람           | 엔도 가츠미       | 쿠니토시 오카지마 | 시오사카 히데오     |
| 7      | 5월 16일       | 벤치 워머 외로움                | 야마자키 시게루   | 야마자키 시게루   | 스즈키 S. 스즈키    |
| 8      | 5월 23일       | 라이벌들이 지켜보고 있었습니다! | 이시야마 다카아키 | 아사미 다카시     | 오카사코 와타루히로 |
| 9      | 5월 30일       | 미래를 바라보는 눈              | 와타나베 신이치   | 사야야마 타로     | 가나야마 묘히로     |
| 10     | 6월 6일        | 봉인된 에이스                   | 구사카미 미츠오   | 구사카미 미츠오   | 사토 다케코         |
| 11     | 6월 13일       | 산산조각난 자부심               | 이시야마 다카아키 | 쿠니토시 오카지마 | 시오사카 히데오     |
| 12     | 6월 20일       | 비오는 날의 이벤트              | 야마자키 시게루   | 야마자키 시게루   | 스즈키 S. 스즈키    |
| 13     | 6월 27일       | 해명된 비밀                     | 이시야마 다카아키 | 사야야마 타로     | 가나야마 묘히로     |
| 14     | 7월 4일        | 스트라이커 화장                 | 태양 색여름       | 아사미 다카시     | 오카사코 와타루히로 |
| 15     | 7월 11일       | 여름날의 빛과 그림자            | 구사카미 미츠오   | 구사카미 미츠오   | 사토 다케코         |
| 16     | 7월 18일       | J-리거의 좌절                   | 오키타 13         | 쿠니토시 오카지마 | 시오사카 히데오     |
| 17     | 7월 25일       | 11명의 자비를 구하고            | 요코타 가즈       | 이시도 히로시     | 스즈키 S. 스즈키    |
| 18     | 8월 1일        | MF (미드필더) 패배              | 와타나베 신이치   | 사야야마 타로     | 가나야마 묘히로     |
| 19     | 8월 8일        | 갈망 촬영                       | 이시야마 다카아키 | 키가키 데루오     | 다카호코 마코토     |
| 20     | 8월 15일       | 길을 잃을 수 있는 계절          | 구사카미 미츠오   | 구사카미 미츠오   | 사토 다케코         |
| 21     | 8월 22일       | 지휘탑의 슬럼프                 | 이시야마 다카아키 | 쿠니토시 오카지마 | 시오사카 히데오     |
| 22     | 8월 29일       | 사진의 비밀                     | 야마우치 시게호   | 야마우치 시게호   | 스즈키 S. 스즈키    |
| 23     | 9월 5일        | 과거에 대한 참고 사항           | 와타나베 신이치   | 사야야마 타로     | 가나야마 묘히로     |
| 24     | 9월 12일       | 단합의 V-목표                   | 구사카미 미츠오   | 구사카미 미츠오   | 사토 다케코         |
| 25     | 9월 19일       | 브라질의 라이벌                 | 오키타 13         | 쿠니토시 오카지마 | 이와이 유토         |
| 26     | 9월 26일       | 하나님께서 제게 주신 충고       | 이시야마 다카아키 | 구리모토 히로시   | 시오사카 히데오     |
| 27     | 10월 3일       | 상처 입은 리베로                | 요코타 가즈       | 요코타 가즈       | 스즈키 S. 스즈키    |
| 28     | 10월 10일      | 전문                            | 구사카미 미츠오   | 구사카미 미츠오   | 사토 다케코         |
| 29     | 10월 17일      | 수상 PK                         | 와타나베 신이치   | 와타나베 신이치   | 가나야마 묘히로     |
| 30     | 10월 24일      | 터닝 포인트 예약                | 시미즈 아키라     | 시미즈 아키라     | 이치카와 오사무     |
| 31     | 10월 31일      | 이미지의 목표                   | 야마자키 시게루   | 구리모토 히로시   | 시오사카 히데오     |
| 32     | 11월 7일       | 대결: 두 명의 스트라이커        | 구사카미 미츠오   | 구사카미 미츠오   | 사토 다케코         |
| 33     | 11월 14일      | 예기치 않은 적                  | 이시야마 다카아키 | 키가키 데루오     | 다카타니 유키       |
| 34     | 11월 21일      | 챔피언십 여권                   | 와타나베 신이치   | 사야야마 타로     | 가나야마 묘히로     |
| 35     | 11월 28일      | 다시 태어난 배우                | 요코타 가즈       | 시미즈 아키라     | 와타나베 노부히로   |
| 36     | 12월 5일       | 결승전 전날                     | 이시야마 다카아키 | 천둥 검           | 시오사카 히데오     |
| 37     | 12월 12일      | 고독의 영웅                     | 구사카미 미츠오   | 구사카미 미츠오   | 사토 다케코         |
| 38     | 12월 19일      | 서로의 영광                     | 와타나베 신이치   | 구사카미 미츠오   | 시마부쿠로 미유키   |
| 39     | 12월 26일      | 필드의 사냥                     | 이시야마 다카아키 | 사야야마 타로     | 가나야마            |
| 39     | 12월 26일      | 필드의 사냥                     | 이시야마 다카아키 | 사야야마 타로     | 기미 히로히로       |